# اجانتا (فیلم ۲۰۱۲)
«اجانتا» (انگلیسی: Ajantha (2012 film)) یک فیلم است که در سال ۲۰۱۲ منتشر شد.